# Abu-l-Qàssim al-Hussayn ibn Alí al-Maghribí
Abu-l-Qàssim al-Hussayn ibn Alí al-Maghribí (àrab: أبو القاسم الحسين بن علي المغربي, Abū l-Qāsim al-Ḥusayn b. ʿAlī al-Maḡribī), conegut com al-wazir al-Maghribi (‘el visir al-Maghribí’) i com a al-Kàmil Dhu-l-wizaratayn, (Alep, 981 - Mayyafarikin, 1017) fou un visir abbàssida de la família dels Banu l-Maghribí.
El 996 el califa fatimita al-Hàkim li va donar un càrrec menor al diwan. El 1009/1010 el visir Mansur ibn Abdun va instigar la matança del seu pare Abu-l-Hàssan Alí ibn al-Hussayn al-Maghribí i la resta de la família, però va aconseguir fugir i es va refugiar a Palestina amb els jarràhides, tot rebent la protecció de l'emir Hàssan ibn al-Mufàrrij ibn Dàghfal. En endavant va excitar els beduïns contra el califat fatimita. Devia tenir èxit perquè els jarràhides van assetjar Ramla, que estava sota control fatimita, i la van saquejar. Abu-l-Qàssim va aixecar llavors un «anti-califa» en la persona d'un xerif de la Meca, Al-Hàssan ibn Jàfar, que va prendre el làqab d'ar-Ràixid bi-L·lah. El finançament de l'operació va sortir de fondre l'or i plata de la Kaba amb el qual es van encunyar uns dírhams i dinars coneguts com a kabiyya. Però els beduïns foren subornats pel califa Al-Hàkim i la revolta va fracassar. Abu-l-Qàssim va fugir a l'Iraq.
Primer va residir a Wàssit i després a Bagdad. Llavors va servir com a visir a Mossul a l'uqàylida Qirwaix ibn al-Muqàl·lad, i després a Mayyafariqín al marwànida Nasr-ad-Dawla ibn Àhmad. Després fou visir del califa però implicat en una conspiració proalida a Kufa, va haver de fugir a la cort de Nasr-ad-Dawla. Va morir a Mayyafariqín el 1017.
Va deixar escrites diverses composicions poètiques.